# Anna-Lena Heidenreich
Anna-Lena Heidenreich (* 5. Dezember 1990 in Oldenburg in Holstein) ist eine deutsche Fußballschiedsrichterin. Sie pfeift für den VfB Lübeck und ist Geschäftsführerin mehrerer Unternehmen.

## Werdegang
Heidenreich spielte in ihrer Jugend zunächst Handball, bevor sie zum Fußball wechselte. 2010 absolvierte sie den Anwärterlehrgang im Kreis Ostholstein und legte den Grundstein ihrer Karriere als Schiedsrichterin. Im Jahr 2012 kam sie erstmals als Assistentin in der 2. Frauen-Bundesliga zum Einsatz, ehe sie zwei Jahre später den Aufstieg als Schiedsrichterin in diese Liga schaffte. Seit der Saison 2018/19 leitet sie Spiele der Frauen-Bundesliga. Ihr Debüt im Oberhaus hatte sie am 14. Oktober 2018 bei der Partie 1. FFC Frankfurt gegen SC Sand. Im Bereich der Männer pfeift Heidenreich Spiele der höchsten Landesspielklasse Schleswig-Holsteins, der Oberliga.
Heidenreich ist Geschäftsführerin mehrerer Fitnessstudios im Raum Lübeck. Zudem führt sie den Landhof Heidenreich.